# Sarmiento megye (Santiago del Estero)
Sarmiento egy megye Argentína északi részén, Santiago del Estero tartományban. Székhelye Garza.

## Népesség
A megye népessége a közelmúltban a következőképpen változott:
| Év   | Lakosság |
| ---- | -------- |
| 2001 | 4592     |
| 2010 | 4607     |